# Henri Ramière
Henri Ramière (Castres, 10 de julho de 1821 — Toulouse, 3 de janeiro de 1884) às vezes escrito Henry Ramière, foi um sacerdote jesuíta, teólogo, escritor espiritual e ensaísta francês e importante apóstolo da devoção ao Sagrado Coração de Jesus.

## Biografia

### Treinamento e primeiros anos
Depois de estudar em duas faculdades jesuítas, em Pasaia (Espanha) e depois em Friburgo (Suíça), Henri Ramière entrou no noviciado da Companhia de Jesus em 15 de junho de 1839 onde estudou eloquência em Paris e se dedicou aos estudos teológicos de 1844 a 1847. Ele foi ordenado sacerdote em 10 de janeiro de 1847, em Vals-près-le-Puy.
No final de seus estudos, ele foi para a Inglaterra, onde ensinou filosofia no Stonyhurst College (1847-1850) e teologia. É especialmente como teólogo que ele se destaca e é conhecido.

### Devoção ao Coração de Jesus
Seus superiores o chamaram de volta à França para confiá-lo em 1853, com a direção de estudos avançados, na casa de estudos jesuítas franceses localizada em Vals-près-le-Puy. Permaneceu lá até 1864. Durante esse período, ele fundou um santuário lá em homenagem ao Cœur de Jésus priant. Esse grande apego pessoal e uma profunda devoção à pessoa de Jesus o levam a fundar, em 1861, O Mensageiro do Coração de Jesus, publicação mensal da qual ele continuará sendo o diretor muito ativo até os últimos momentos de sua vida. Esta revisão, que terá um grande futuro e ainda está em circulação, é impressa em nove ou dez idiomas: a edição de Toulouse possui mais de 20.000 assinantes.
O tempo gasto em Vals-près-le-Puy é intercalado com inúmeros retiros dados aos eclesiásticos, em Toulouse (1864) e em outros lugares da França e dos países vizinhos (Inglaterra, Alemanha, Itália, Espanha). Ao mesmo tempo, ele reorganizou o Apostolado da Oração, obra fundada em 1844 por seu colega, padre François-Xavier Gautrelet, para a qual deu considerável desenvolvimento em países com tradição cristã. Ele publica o Abandono à Divina Providência, um pequeno livro de espiritualidade pessoal atribuído a Jean-Pierre de Caussade.

### Sua ação durante o Concílio Vaticano I
Enquanto estava em Toulouse, Ramière foi convidado a participar do Concílio Vaticano I (1869-1870). Sua ação é considerável lá. Contribuiu como teólogo, como consultor eclesiástico do M Joseph Gignoux, bispo de Beauvais e como advogado cardeal Alexis Billiet, arcebispo de Chambery, cuja grande idade e enfermidade o impediram de chegar à reunião. Ele escreveu o Boletim do Conselho em Roma.
Ele também é autor de um volume intitulado As Doutrinas Romanas sobre o Liberalismo, considerado do ponto de vista do dogma cristão e da ordem social. Ele receberá parabéns do papa Pio IX pela cópia que lhe enviou.
De 1872 a 1875, ele viveu em Lyon como vice-diretor da revista Études religieuses. Escritor prolífico, publicou numerosos artigos com uma preocupação pedagógica. Ofereceu soluções para questões contemporâneas à luz do pensamento cristão tradicional. Suas opiniões são bastante ultramontanas.

### Retorno a Toulouse
Ramière participou de vários congressos. Em 1875, ele retornou a Vals-près-le-Puy como diretor de estudos católicos superiores. Mas, em 1877, a fundação do Instituto Católico o chamou de volta a Toulouse para ocupar as cadeiras de lei natural e ética na escola superior de teologia que está aberta lá. O padre Riche publicou uma resposta a um desses trabalhos.
Mas sua saúde se enfraquece, ele cede ao padre De Froment, seu lugar no Instituto Católico. A partir desse momento, ele se retirou para a casa do Mensageiro do Coração de Jesus, cujo desenvolvimento ele seguiu. Henri Ramière morre em 03 de janeiro de 1884 em Toulouse, na sede de sua amada revista, na 13 rue Saint-Remézy. Dizia-se que ele estava se preparando para celebrar a missa. Seu funeral é comemorado no sábado, 5 de janeiro, na Igreja de Notre-Dame de la Dalbade, em Toulouse.

## Sua sucessão à Obra doApostolado da Oração
A Obra do Apostolado da Oração, cujo centro está estabelecido em Toulouse e dirigido por Henri Ramière por vinte e cinco anos, conta então com treze milhões de associados. Papa Leão XIII nomeou um sucessor, Émile Régnault, por decisão datada de 20 de janeiro de 1884, que também assumiria a direção do Mensageiro do Coração de Jesus e do Pequeno Mensageiro do Coração de Maria, as duas revistas mensais que servem como órgãos oficiais da Obra do Apostolado.

## Escritos
- Les Espérances de l'Église, Paris, 1861.
- Le Mois du Sacré-Cœur,
- Le Directoire du chrétien, ou Recueil des principaux moyens de sanctification, à l'usage des personnes appelées à vivre dans le monde, J.-B. Pélagaud, (1859).
- L'Église et la civilisation moderne, Impr. de Marchessou, (1861).
- L'École de la réforme sociale,  A. Mame et fils, (1875).
- Le Règne social du Cœur de Jésus, Toulouse, 1892, rééd. éditions Saint-Rémi.
- La Prière dans l'économie du salut des hommes, Apostolat de la prière, (1938).
- L'Abandon à la Providence divine,  avec une dame de Lorraine et Jean-Pierre de Caussade, Lecoffre fils; Édition : 5e éd. (1870).
- le Mois du Sacré-Cœur de Jésus, Apostolat de la prière, (1 janvier 1927).
- L'Apostolat de la prière, en union avec le Cœur de Jésus, Lyon, 1859 puis Apostolat de la prière, (1 janvier 1929).
- Le Rosaire des âmes zélées offert aux associés du Rosaire vivant et de l'Apostolat de la prière, Librairie catholique, (1856).

Os outros trabalhos publicados pelo Padre Ramière são numerosos, como:
- L'Abbé Gratry et Mgr Dupanloup.
- La Mission du Concile révélée par le P. Gratry.
- L'Abbé Gratry, le Pseudo-Isidore et le Défenseur de l'Église.

Esses escritos lhe renderam os parabéns do papa Pio IX.